# مسلسل سنگین

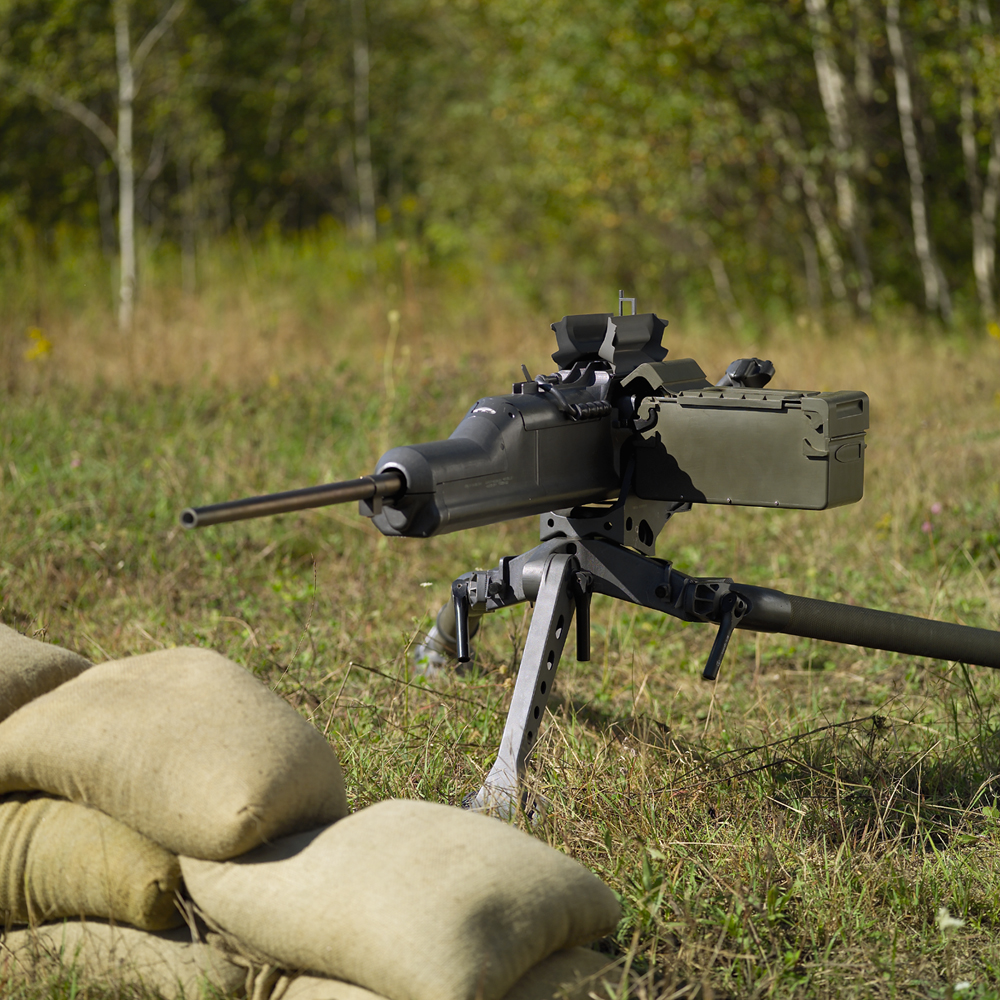
XM312 تیربار کالیبر ۵۰

مسلسل (تیربار) سنگین نوعی تیربار است که در سنگرهاو خاک ریزها و بر روی تانک‌ها و خودرو حمل نقل نظامی و هلیکوپترهای نظامی و قایقهای تندرو نظامی نصب می‌گردد و از فشنگ کالیبر ۰٫۵۰ (۱۲٫۷ م‌م) یا بالاتر استفاده می‌کنند.